# Вигадане життя Ебботів
«Вигадане життя Ебботів» (англ. Inventing the Abbotts) — американська історична драма 1997 року режисера Петома О'Коннора. В головних ролях: Лів Тайлер, Хоакін Фенікс та Біллі Крудап. Сценарій Кена Гіксона заснований на однойменному оповіданні Сью Міллер. Фільм розповідає про двох братів та їхні стосунки з багатими сестрами Еббот.

## Синопсис
Двоє братів з робітничого класу залицяються до трьох багатих і вродливих сестер у маленькому містечку в Іллінойсі.

## У ролях
| Актор              | Роль                       |
| ------------------ | -------------------------- |
| Лів Тайлер         | Памела Ебботт              |
| Хоакін Фенікс      | Даг Холт                   |
| Біллі Крудап       | Джон Чарльз "J.C." Холт    |
| Дженніфер Коннеллі | Елеонор Еббот              |
| Вілл Паттон        | Ллойд Еббот                |
| Кеті Бейкер        | Гелен Холт                 |
| Джоанна Гоїнг      | Еліс Еббот                 |
| Барбара Вільямс    | Джоан Еббот                |
| Алессандро Нівола  | Пітер Ванленінгем          |
| Зої МакЛеллан      | Сенді                      |
| Джулі Бенц         | студентка                  |
| Майкл Кітон        | оповідач / старий Даг Холт |

## Виробництво
Незважаючи на те, що дія фільму розгортається в сільській місцевості Іллінойсу, його здебільшого знімали в регіоні Північної Каліфорнії, включаючи райони Хілдсбург, Петалума та Санта-Роза. Сцени, дії яких відбувалися в Університеті Пенсільванії знімали у Тихоокеанському університеті у Стоктоні.

## Зовнішні посилання
- Inventing the Abbotts на сайті IMDb (англ.)